# Laguna de Ayarza
O Lago de Ayarza também conhecido como Laguna de Ayarza é um lago localizado numa cratera das montanhas da Guatemala. Este lago de caldeira e que foi criado cerca de 20.000 anos atrás por uma poderosa erupção que destruiu o vulcão onde se localiza, esta explosão vulcânica cobriu toda a região com uma camada de pedra-pomes. O lago tem uma superfície de 14 km ² e uma profundidade máxima de 230 m. e localiza-se a uma altitude de 1409 m.